# Битак, Вилли
Вильгельм «Вилли» Битак (нем. Wilhelm 'Willy' Bietak; род. 23 мая 1947, Фёклабрук, Верхняя Австрия)  — австрийский фигурист-парник и организатор соревнований по фигурному катанию. Девятикратный чемпион Австрии.

## Биография
Битак родился 23 мая 1947 года в Фёклабрукке. Он — сын австрийской фигуристки Ильзе Хорнунг.
За свою карьеру он соревновался на международном уровне с партнёршами Эвелин Шнайдер и Герлинде Шенбауэр, приняв участие в двух зимних Олимпийских играх. На международных стартах он, в паре с Эвелин Шнайдер, завоевал бронзовую медаль на Универсиаде в 1970 году в Рованиеми.
В 2009 году Вилли Битак был введён в Зал славы мирового фигурного катания.
После ухода из фигурного катания он основал Willy Bietak Productions, продюсерскую компанию со штаб-квартирой в Санта-Монике. Компания занимается организацией мероприятий по фигурному катанию и строительством катков для соревнований.